# Afgańskie filmy zgłoszone do rywalizacji o Oscara w kategorii filmu nieanglojęzycznego
Afganistan wystawia swoich kandydatów do Oscara dla najlepszego filmu nieanglojęzycznego od 2002 roku.
Dotąd zgłoszono dziesięć filmów afgańskich, z których żaden nie otrzymał nominacji.

## Kandydaci
| Rok (Ceremonia) | Polski tytuł              | Angielski tytuł              | Oryginalny tytuł             | Reżyser            | Rezultat        |
| --------------- | ------------------------- | ---------------------------- | ---------------------------- | ------------------ | --------------- |
| 2002 (75.)      | Fire Dancer               | FireDancer                   | Fire Dancer                  | Jawed Wassel       | Brak nominacji  |
| 2003 (74.)      | Osama                     | Osama                        | Osama                        | Siddiq Barmak      | Brak nominacji  |
| 2004 (77.)      | Ziemia i popioły          | Earth and Ashes              | Khakestar-o-khak             | Atiq Rahimi        | Brak nominacji  |
| 2008 (81.)      | Opium War                 | Opium War                    | Opium War                    | Siddiq Barmak      | Brak nominacji  |
| 2009 (82.)      | 16 Days in Afghanistan    | 16 Days in Afghanistan       | 16 Days in Afghanistan       | Anwar Hajher       | dyskwalifikacja |
| 2010 (83.)      | The Black Tulip           | The Black Tulip              | The Black Tulip              | Sonia Nassery Cole | Brak nominacji  |
| 2012 (85.)      | The Patience Stone        | The Patience Stone           | The Patience Stone           | Atiq Rahimi        | Brak nominacji  |
| 2013 (86.)      | Wajma                     | Wajma (An Afghan Love Story) | Wajma (An Afghan Love Story) | Barmak Akram       | Brak nominacji  |
| 2014 (87.)      | Chand Metre Moka'ab Eshgh | A Few Cubic Meters of Love   | Chand Metre Moka'ab Eshgh    | Barmak Akram       | Brak nominacji  |
| 2015 (88.)      | Utopia                    | Utopia                       | Cآرمان شهر                   | Hassan Nazer       | ?               |